# 米哈因·洛佩斯
米哈因·洛佩斯·努涅斯（西班牙語：Mijaín López Núñez，1982年8月20日—），古巴男子摔跤运动员。他曾代表古巴参加2004年、2008年、2012年、2016年、2020年和2024年夏季奥林匹克运动会摔跤比赛，获得五枚金牌，均来自男子古典式超重量级项目，成為現代奧運會史上唯一一位連續五次贏得同一單人項目金牌的運動員。